# الوجبة (المفتاح)

تعديل مصدري - تعديل

الوجبة هي إحدى قرى عزلة الجبر الشرقي بمديرية المفتاح التابعة لمحافظة حجة، بلغ تعداد سكانها 488 نسمة حسب تعداد اليمن لعام 2004.